# Grus grus
La grulla común (Grus grus) es una especie de ave gruiforme de la familia Gruidae. Es un ave migratoria que cría en el norte de Eurasia y pasa el invierno en el sur de ese continente y el norte de África.

## Descripción

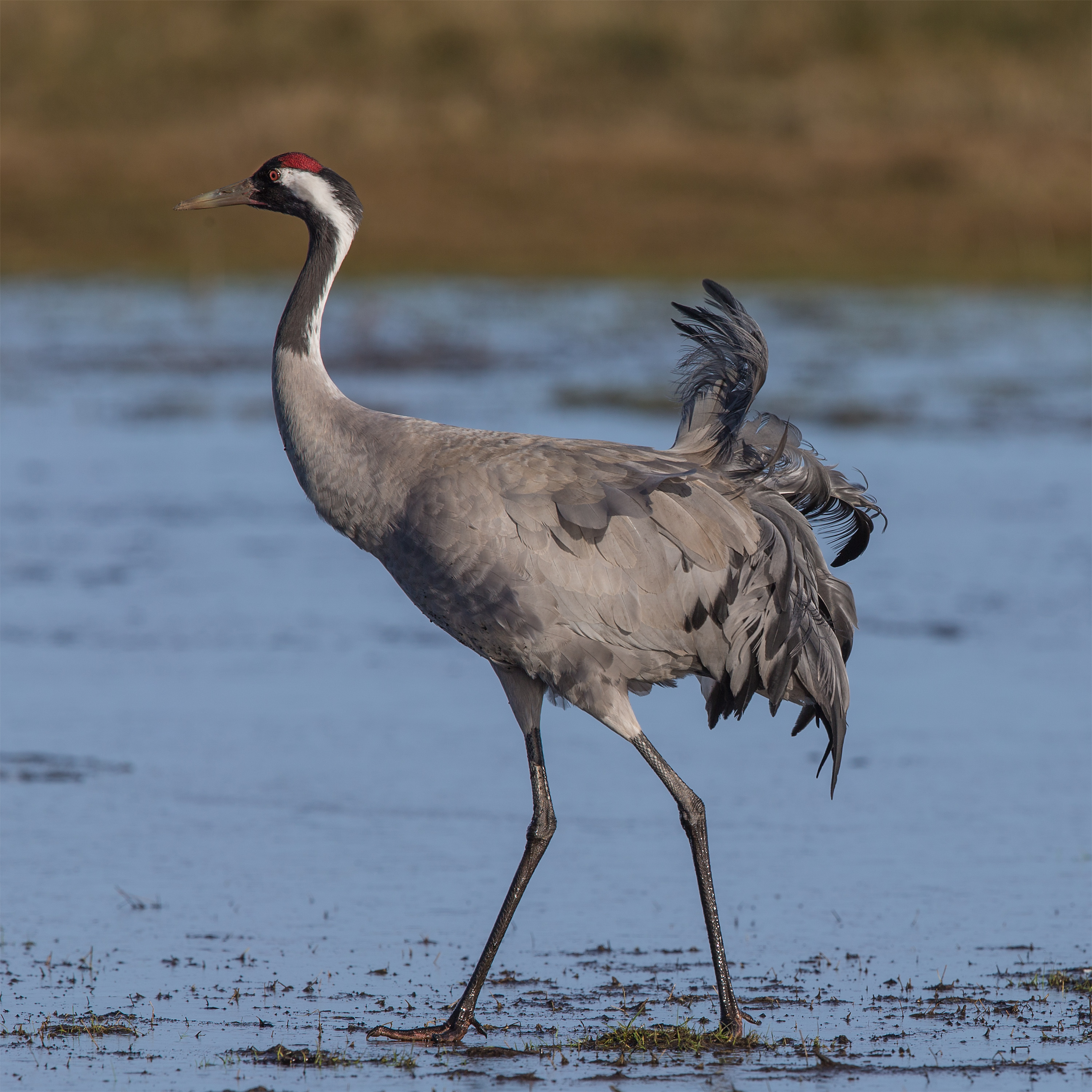
Es un ave inconfundible por su tamaño y el patrón de color de su cabeza.

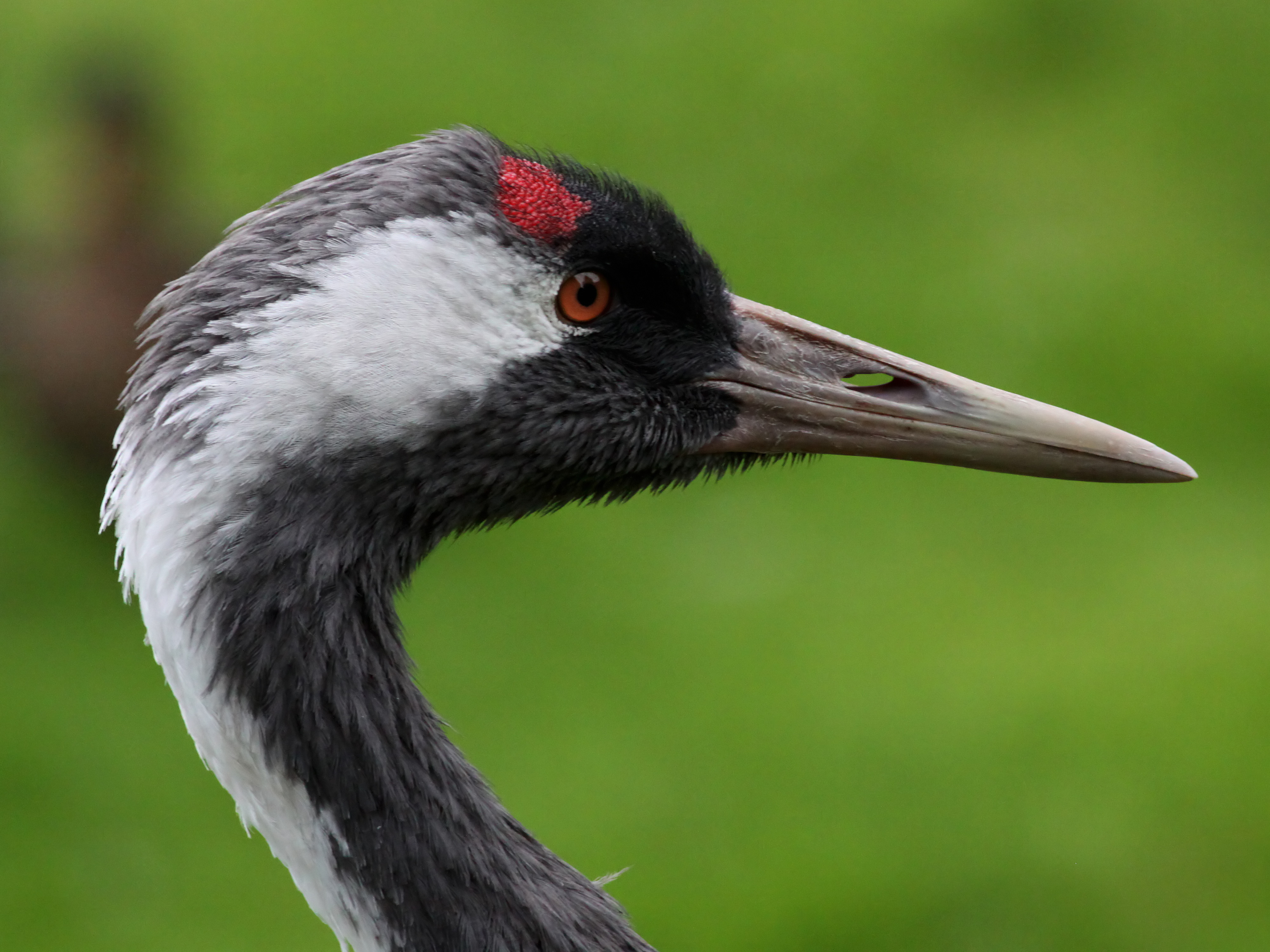
Los adultos tienen una zona roja sin plumas en la cabeza.

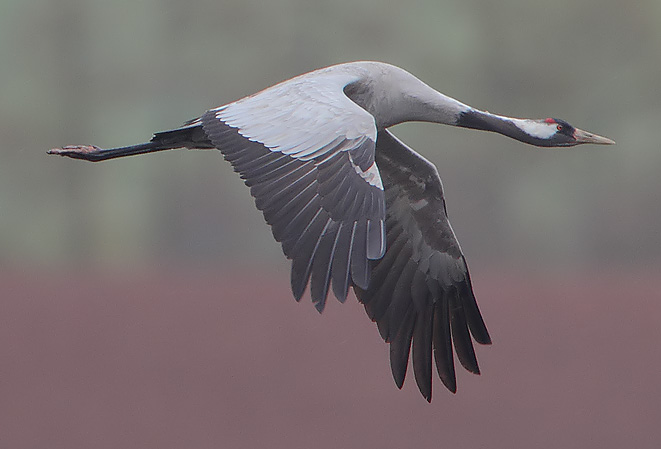
Las grullas son migradoras de larga distancia.

La grulla común es un ave alta de gran tamaño y porte. Se caracteriza por su cuello y patas largas, y en vuelo presenta alas rectas y planas. Mide 100–130 cm de largo y tiene una envergadura alar de 180–240 cm. Su peso oscila entre los 3 y 6,1 kg. Sus medidas estándar son: 50,7-60,8 cm de cuerda máxima del ala, su tarso mide entre 20,1-25,2 cm y el culmen de su pico mide entre 9,5-11,6 cm. Los machos son ligeramente más pesados y más grandes que las hembras, con un peso que muestra el mayor dimorfismo sexual, seguido del ala, el dedo central y la longitud de la cabeza en adultos y juveniles.
Su plumaje en general es de color gris en la mayor parte de su cuerpo, parduzco y más oscuro en la espalda y obispillo y más claro en el pecho y alas. Su cabeza y la parte superior de su cuello presenta un patrón de color de amplias bandas. Su frente y lorum es negruzco y presenta el píleo desnudo de color rojo. Tras su ojo se extiende una banda blanca por la parte trasera del cuello hasta su final del cuello y por la parte frontal se extiende otra banda negruzca hasta la mitad del cuello. Su nuca también es negruzca. Las primarias, la punta de las secundarias, el álula y la punta de la cola y los bordes de las coberteras superiores colgantes de la cola son negruzcas. Esta combinación de colores en la cabeza les distingue de otras especies de grullas de Asia, como la grulla monje (Grus monacha) y la grulla cuellinegra (Grus nigricollis). Ambos sexos tienen un aspecto similar, pero los juveniles de tienen las puntas de las plumas ocres en todo su cuerpo y carece de plumas negras en cabeza y cola, y su píleo no es rojo y está emplumado. Dos veces al año, antes de la migración, los adultos mudan todas sus plumas, y quedan seis semanas sin capacidad de vuelo, hasta que les vuelven a crecer.
Su canto consiste en trompeteos fuertes, resonantes y pueden escucharse a distancias considerables.

## Taxononomía y etimología
La grulla común fue descrita científicamente por Linneo en 1758, en la décima edición de su obra Systema naturae, con el nombre de «Ardea grus» (garza grulla). En 1760 fue trasladada al género Grus como especie tipo por el zoólogo francés Mathurin Jacques Brisson. Actualmente no se reconocen subespecies, aunque anteriormente se describieron tres: G. g. grus, G. g. lilfordi y G. g. archibaldi.
Grus en latín significa «grulla», y además es de donde procede etimológicamente la palabra española «grulla».

## Distribución

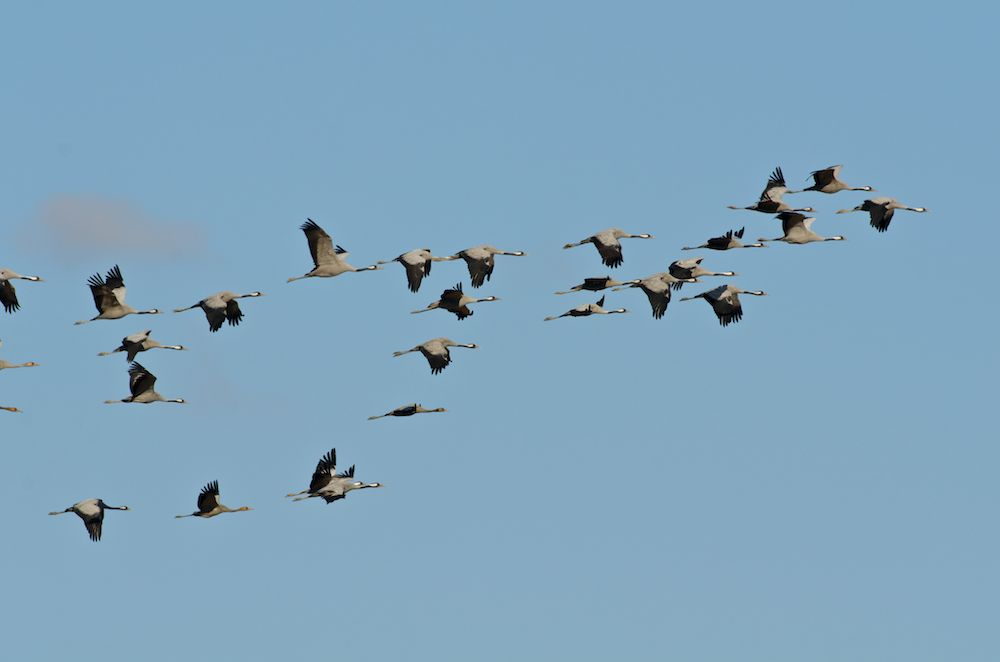
Grullas sobrevolando los campos de Villafáfila, en la provincia de Zamora.

Se distribuye por Europa, Asia y algunos puntos de África. Cría en el norte de Eurasia, en cenagales o en marjales de la taiga. La grulla común cría también aunque en escasa cantidad en el sur de Europa, en lugares como Grecia, Yugoslavia, Rumanía, Dinamarca y Alemania. La población reproductora europea occidental más grande se encuentra en Escandinavia, especialmente en Finlandia y Suecia. Pero el núcleo de la población reproductora de grulla es Rusia, donde hay hasta 100.000 individuos, aunque se reproduce desde Ucrania hasta la península de Chukchi y  Manchuria. Las grullas comunes estuvieron extintas en Irlanda durante 200 años pero han regresado de forma natural a criar de nuevo allí. 
La grulla es un migrador de larga distancia, que pasa el invierno principalmente en el norte de África, aunque también hay poblaciones invernantes en el sur de Europa y Asia. La migración otoñal se produce de agosto a octubre en las zonas de cría y de octubre a diciembre en las zonas de invernada. La migración de primavera comienza en febrero en las zonas de invernada hasta marzo. La migración primaveral se está adelantando en las zonas de invernada desde los años 70 del siglo XX por el aumento de las temperaturas y la disminución de zonas encharcadas, como posible consecuencia del cambio climático. Existen importantes áreas donde las grullas realizan paradas intermedias en Suecia, Alemania y China y junto al Mar Caspio donde pueden avistarse miles de grullas en un solo día de otoño. Algunas poblaciones europeas de grullas pasan el invierno en el sur de Europa, en las dehesas y humedales de la península ibérica y Francia. La mayoría de las grullas de Asia pasan el invierno en los valles fluviales de Sudán, Etiopía, Túnez y Eritrea y en menor cantidad en Turquía, Israel, Irak y algunas zonas de Irán. Un tercio de la población asiática pasa el invierno en el subcontinente indio, incluido Pakistán. También hay algunas poblaciones menores de grullas que pasan el invierno en Birmania, Vietnam y Tailandia. Y la otra gran zona de invernada es China, donde suelen ser la especie de grulla más abundante, sobrepasando a la grulla cuellinegra en una proporción de diez a una. 
En el otoño llegan a España más de 300.000 grullas procedentes de Alemania, Escandinavia y de los países bálticos. Pasan por la laguna de Gallocanta y continúan hacia el Suroeste. Entre el 30% y el 40% por ciento de todas las grullas de Europa Occidental eligen las dehesas extremeñas para pasar los meses de invierno.  El resto de las grullas que entran en la península se reparten entre los Parques nacionales de Castilla-La Mancha de Las Tablas de Daimiel y Cabañeros, y más hacia el sur, en La Janda en Cádiz y otras prosiguen su viaje a las regiones costeras del norte de África vía Marruecos, donde una de las poblaciones invernantes más importantes se encuentra en la desembocadura del río Massa. En febrero comienza la migración prenupcial, que se alarga durante varias semanas hasta principios de marzo.

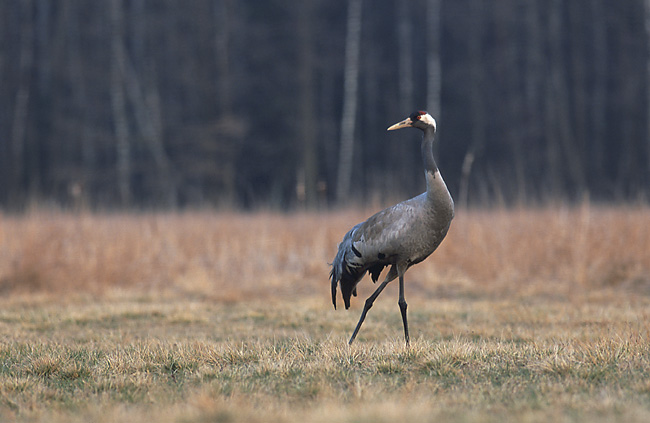
Suelen criar en los humedales de la taiga.

Es un visitante raro en Japón y Corea, principalmente desviadas de la población invernante en China, y raramente aparece como divagante en Norteamérica, donde ocasionalmente puede avistarse en bandadas junto a la grulla canadiense.

## Hábitat

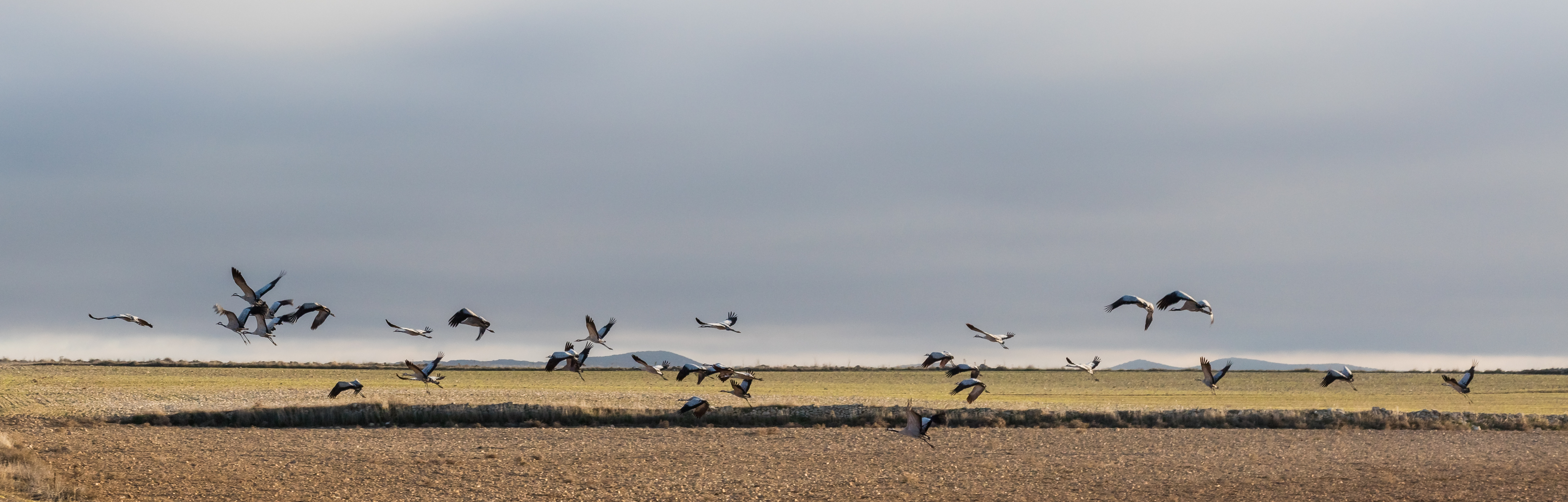
Grupo en vuelo cerca de la laguna de Gallocanta.

En Europa la grulla común cría principalmente en los bosques de la taiga y otros bosques mixtos, en altitudes desde el nivel del mar hasta los 2200 metros. En los climas fríos del norte también se encuentra en los páramos sin árboles, ciénagas y brezales, generalmente alrededor de charcas y lagunas. en Suecia generalmente se encuentra en claros pantanosos de los pinares, mientras que en Alemania ocupa los humedales. El hábitat de cría que usa en Rusia es similar, aunque allí también puede encontrase en hábitats a priori menos propicios como la estepa e incluso los semidesiertos, siempre que haya agua cerca. La mayoría de las grullas se reproducen en zonas pantanosas arboladas, ciénagas y demás humedales, y necesitan ambientes tranquilos con mínima interferencia humana. Normalmente en sus hábitats de cría se encuentran en densidades bajas, incluso donde son abundantes, con unas tasas medias de entre 1 a 5 parejas por cada 100 km².
En cambio en invierno las grullas se trasladan a zonas inundadas, marismas y estuarios, prados húmedos y terrenos adehesados. Durante la época de muda en la que no pueden volar se encuentran en aguas someras y carrizales donde ocultarse. Durante el periodo de migración generalmente se encuentran en terrenos abiertos, como los campos de cultivo.

## Comportamiento

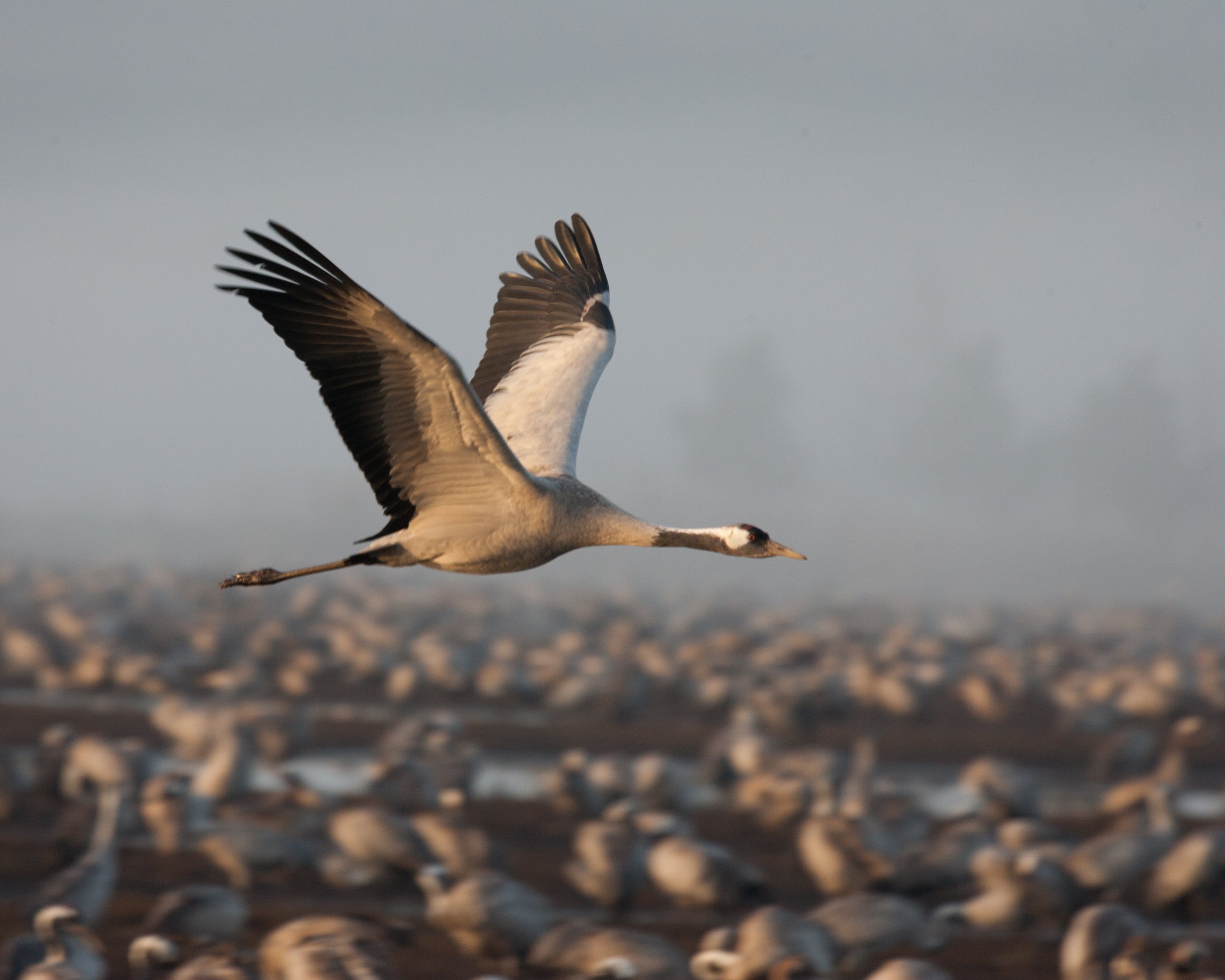
Pueden congregarse en grandes bandadas.

Es un ave gregaria, que salvo en la época de cría, se agrupa en bandadas, que durante la migración vuelan en forma de uve. Como las demás grullas buscan alimento, beben y duermen en grupos, que pueden consistir en parejas, grupos familiares, o bandadas invernales según la época. Sus bandadas pueden llegar hasta los 400 individuos durante la migración. En las paradas de descanso de la migración pueden verse miles de grullas reunidas en un solo lugar. Sin embargo, las bandadas de esta especie no son unidades sociales estables sino agrupaciones temporales para mejorar su seguridad mientras buscan alimento o descansan por medio del aumento de número de individuos vigilando.

### Alimentación

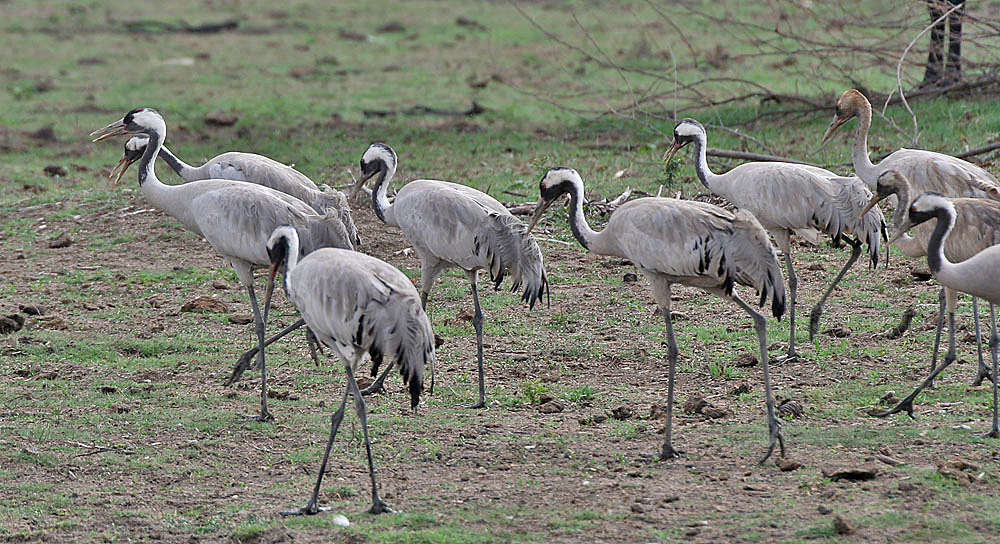
Grupo de adultos e inmaduros buscando alimento.

Es una especie omnívora que consume una gran variedad de vegetales, raíces, rizomas, tubérculos, tallos, hojas, frutos y  semillas (incluidas bellotas y olivas).  También forman parte de su dieta los animales pequeños, como los insectos, arañas, milpiés, cangrejos, lombrices, caracoles, anfibios, pececillos y roedores, que consumen durante todo el año, pero que se vuelven especialmente importantes en su dieta durante la época de cría.
Las grullas buscan su alimento tanto en tierra como en aguas someras, que sondean con su pico en busca de organismos comestibles. Aunque localmente pueden dañar alguna cosecha, generalmente consumen solo el grano caído en el suelo de los campos en invierno. 

### Reproducción
Como las demás grullas, la grulla común establece parejas monógamas de por vida. Solo si uno de los miembros de la pareja muere el superviviente intenta formar una nueva pareja al año siguiente. Aunque las parejas permanecen juntas durante años, realizan los rituales de cortejo cada primavera. Durante la época de cortejo, sus exhibiciones las hace muy visibles y se puede apreciar perfectamente la falta de dimorfismo sexual entre el macho y la hembra. Realizan ceremonias rituales, a veces colectivas, muy vistosas; en las que las parejas realizan complejas danzas que incluyen despliegues de las alas, reverencias, alzamientos de la cabeza y poses sincronizadas. También pueden incluir exhibiciones agresivas como el erizado de las plumas de las alas, lanzamiento de vegetación al aire y señalarse la zona roja de la cabeza mutuamente. El cortejo empieza con el macho siguiendo a la hembra pavoneándose con paso marcado. Emiten trompeteos al unísono, con la cabeza alzada y bajándola gradualmente. La hembra emite una nota alta y entonces el macho la sigue con un trompeteo más largo en una postura similar. La cópula también se produce tras exhibiciones similares.

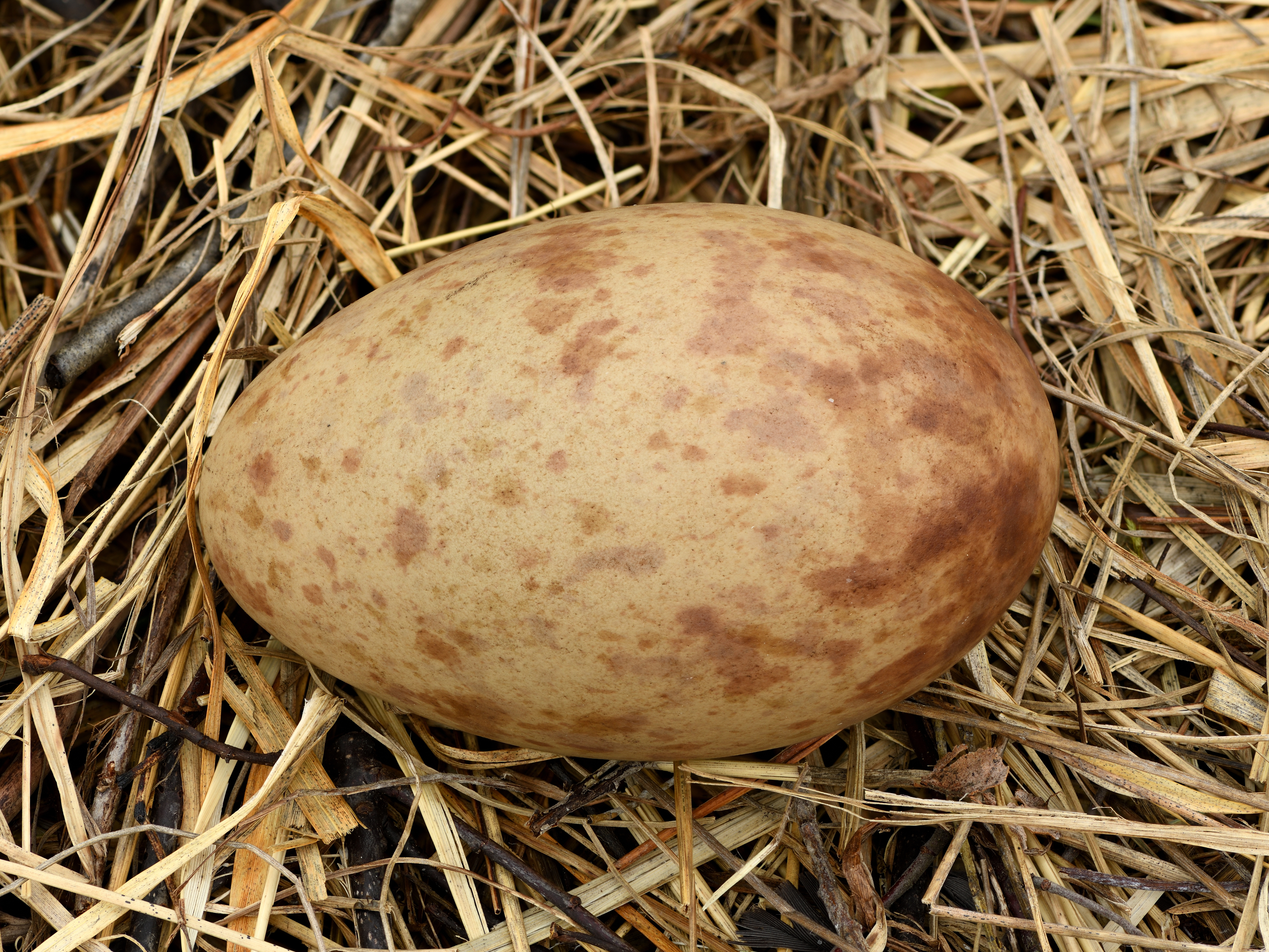
Huevo de grulla

El territorio de anidamiento de las grullas comunes es variable y depende del tipo de hábitat local. Puede oscilar en tamaño desde las dos a las quinientas hectáreas. Al igual que las grullas canadienses (pero no el resto de grullas) las grullas comunes suelen manchar su cuerpo con barro o vegetación podrida para fundirse con el entorno del nido. Las parejas escogen un sitio tranquilo preferentemente entre plantas palustres próximas a la orilla de agua, donde la hembra prepara un nido con un montón grande de tallos y hojas, y pueden usarlo varios años seguidos. El tamaño y el emplazamiento varía considerablemente a lo largo de su área de distribución, las aves del ártico construyen nidos relativamente pequeños. En Suecia el tamaño medio del nido es de unos 90 cm de diámetro.
La puesta suele constar de dos huevos, a veces solo uno y rara vez 3 o 4. Realizan una única nidada, de mayo a julio, si se pierde la primera nidada pueden realizar una segunda al cabo de un par de semanas. La incubación se prolonga durante un mes y la realiza principalmente la hembra, aunque ocasionalmente colabora el macho. Si se acercan humanos al nido ambos miembros de la pareja realizan una exhibición de distracción, pero si se acercan otros depredadores terrestres de menor tamaño, como los perros o zorros, son atacados casi de inmediato.
El primer polluelo queda a cargo del padre y el segundo, normalmente nacido 2 días después, al de la madre. Los recién nacidos están bastante desvalidos, pero son capaces de alejarse de los peligros a las pocas horas, pueden nadar nada más nacer y pueden correr tras sus padres a las 24 horas de la eclosión. Los polluelos generalmente responden ante el peligro quedándose inmóviles, usando su plumón críptico de colores parduzcos, mientras les defienden sus fieros padres. Los polluelos tienen un desarrollo muy rápido y generalmente son capaces de volar cortas distancias al cabo de 9 semanas. Los adultos sufren la muda postnupcial mientras cuidan de sus polluelos, quedando sin capacidad de volar entre 5 y 6 semanas, al tiempo que sus hijos tampoco pueden. Según los datos de las grullas que pasan el invierno en España, alrededor del 48% de las grullas tienen una cría superviviente al llegar el invierno y el 18% conservan dos crías. Los juveniles suelen volar junto a sus padres hasta la siguiente época de reproducción. La madurez sexual de las grullas en la naturaleza se estima que se alcanza entre los 3 y 6 años. 

### Longevidad
Esta especie podría vivir hasta 30 o 40 años de edad. Pero los datos sobre la longevidad (43 años) y la vida media (12 años, N=7 grullas) se publicaron con grullas en cautividad. Las grullas comunes que viven en la naturaleza deben mostrar vidas más cortas. Se supone que las reproductoras exitosas, los mejores sujetos de la población, viven una media de 12 años. Las grullas reproductoras no exitosas, por tanto, pueden tener vidas más cortas. Un análisis de la supervivencia elemental con la base de datos Euring calcula una esperanza de vida al nacer (EVN) de unos 5 años. Esta EVN de 5 años es similar a la estimada para otras especies de grullas, como por ejemplo la grulla canadiense Antigone canadensis (EVN=7 años). Los encuentros con grullas comunes marcadas han aumentado rápidamente en las últimas décadas. Por  tanto, la longevidad y la esperanza de vida al nacer de las grullas comunes silvestres se actualizarán pronto.

### Sociabilidad
La grulla común es un ave gregaria fuera del periodo reproductivo. Pueden verse bandadas de miles de aves volando juntas durante la migración. En los lugares de parada, donde las aves migratorias se reúnen para descansar y alimentarse en medio de su migración, pueden verse miles de grullas reunidas. Sin embargo, los bandos no son unidades sociales estables, sino más bien grupos que garantizan una mayor seguridad en el número y que atraen colectivamente la atención de los demás hacia los lugares ideales de forrajeo y descanso. Posiblemente debido a una muda más larga, las grullas no reproductoras suelen ser los migrantes más tempranos del otoño y pueden agruparse en esa época del año. 
Las grullas utilizan una estrategia cleptómana para recuperarse de las reducciones temporales de la tasa de alimentación, en particular cuando la tasa está por debajo del umbral de ingesta necesario para la supervivencia. La ingesta acumulada de las grullas comunes durante el día en un sitio de paso migratorio e invernada muestra una forma antisigmoidea típica, con los mayores incrementos de ingesta después del amanecer y antes del atardecer.

### Interacciones entre especies
Hay pocos depredadores naturales de las grullas comunes adultas, aunque el pigargo europeo (Haliaeetus albicilla), águila perdicera (Aquila fasciata) y águila real (Aquila chrysaetos) son una amenaza depredadora potencial para las grullas comunes de todas las edades.  También se ha registrado que la grulla común es presa de búho real (Bubo bubo) en la meseta de Ukok de Rusia. Las grullas se defienden de mamíferos como el jabalí (Sus scrofa), glotón (Gulo gulo) y zorro rojo (Vulpes vulpes) cuando son atacadas en el nido, ya que son potenciales depredadores. Cuando se enfrentan a los mamíferos, las grullas golpean con el pico, con las alas y con las patas. Es probable que se vean amenazadas por una gama más amplia de grandes mamíferos depredadores como la grulla de cuello negro, pero aún no se han registrado.  Algunas especies de Córvidos también pueden causar alguna pérdida de huevos, como el cuervo común (Corvus corax) que también se llevan algunos polluelos pequeños. Las grullas comunes pueden asociarse vagamente con cualquier otra grulla del género Grus en la migración o en el invierno, así como con ánsar común y ánsar careto.

## Estatus poblacional
La población mundial es de 600.000 ejemplares (estimación de 2014) y la gran mayoría anida en Rusia y Escandinavia. En otras zonas la población reproductora parece estar aumentando, como en Suecia.  En Irlanda, se extinguió como especie reproductora en el siglo XVIII, pero en noviembre de 2011 apareció una bandada de unos 30 ejemplares en el condado de Cork, y un año después otra más pequeña. Además, se extinguió como reproductor en Austria alrededor de 1900, en Hungría para 1952 y en España en 1954, tras desecar la laguna de La Janda. La población reproductora de Alemana, que se está recuperando, es de 8.000 parejas, pero ese número solo es una fracción de las grandes cantidades que antaño criaban en el país. Polonia cuenta con 15.000 parejas reproductoras, 50 parejas se reproducen en la República Checa y en 2009 se confirmó la primera cría en Eslovaquia.
En Gran Bretaña, la grulla común se extinguió en el siglo XVII, pero una pequeña población vuelve a criar en  Norfolk. En 2010 se inició una reintroducción en Somerset. Un total de 93 aves fueron liberadas entre 2010 y 2014 como parte del esfuerzo de reintroducción, llegando a 180 aves como reproductoras en el Reino Unido. En 2016, nació una grulla salvaje en Gales por primera vez en más de 400 años.
La principal amenaza para la especie y la principal razón de su declive en el Paleártico occidental, proviene de la pérdida de hábitat y la degradación del hábitat, como resultado de la construcción de presas, la urbanización, la expansión agrícola, y drenaje de humedales. Aunque se ha adaptado a los asentamientos humanos en muchas zonas, la perturbación de los nidos, los continuos cambios en el uso del suelo y la colisión con las líneas de electricidad siguen siendo problemas potenciales. Otras amenazas pueden ser la persecución debida a los daños en los cultivos, el envenenamiento por plaguicidas, la recolección de huevos y la caza.

## Cultura

Una grulla común en el escudo de armas del municipio de Tervola

En Irlanda, a pesar de estar extinguida desde hace más de 200 años, la grulla común desempeña un papel muy importante en la cultura y el folclore irlandeses, por lo que los recientes esfuerzos por fomentar su regreso a Irlanda son recibidos con mucho entusiasmo.
El 3 de mayo de 2021, se avistó una pareja anidando junto a una ciénaga rehumedecida en Irlanda.
El Museo Kranich de Hessenburg, Mecklenburg-Vorpommern, Alemania, está dedicado al arte y al folclore relacionados con la grulla común.
La grulla común es el ave sagrada del dios Hefesto, y tiene un gran protagonismo en la iconografía del dios.
En los estados indios de Rajsthan y Gujarat esta grulla se describe en muchas canciones populares. Por ejemplo, una mujer recién casada (cuyo marido se ha ido a un lugar lejano para ganar dinero) cantará una canción a la grulla para llevar un mensaje a su marido y pedirle que vuelva a casa pronto.

## Gallería de imágenes

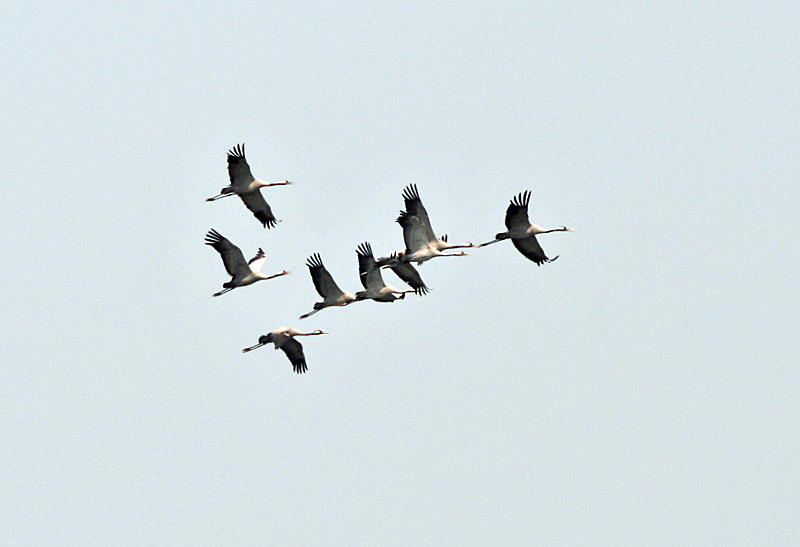
Bando en vuelo
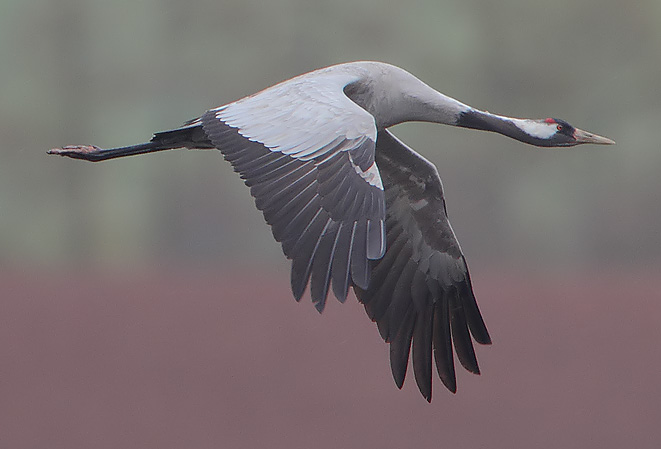
Individuo en vuelo
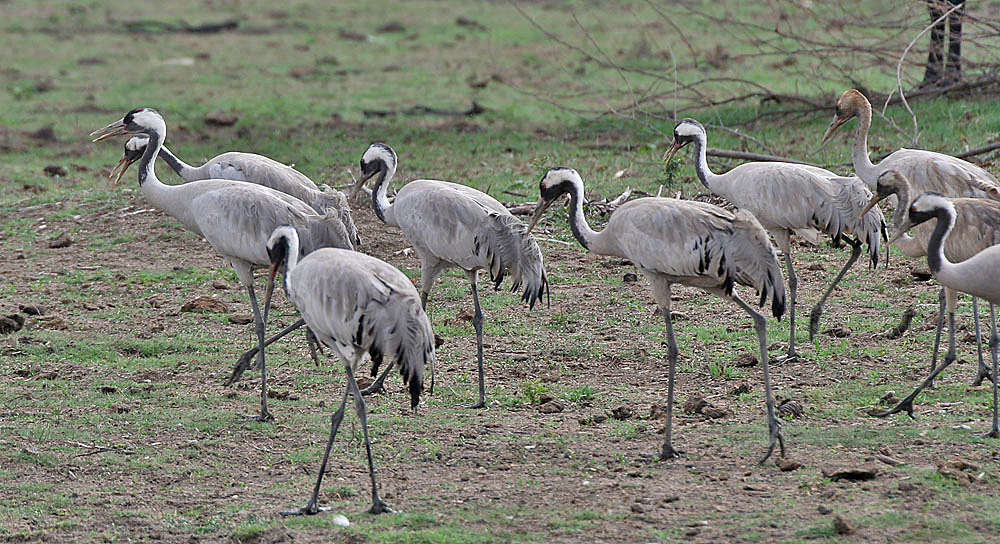
Adultos e inmaduros en el Parque Nacional Keoladeo, India
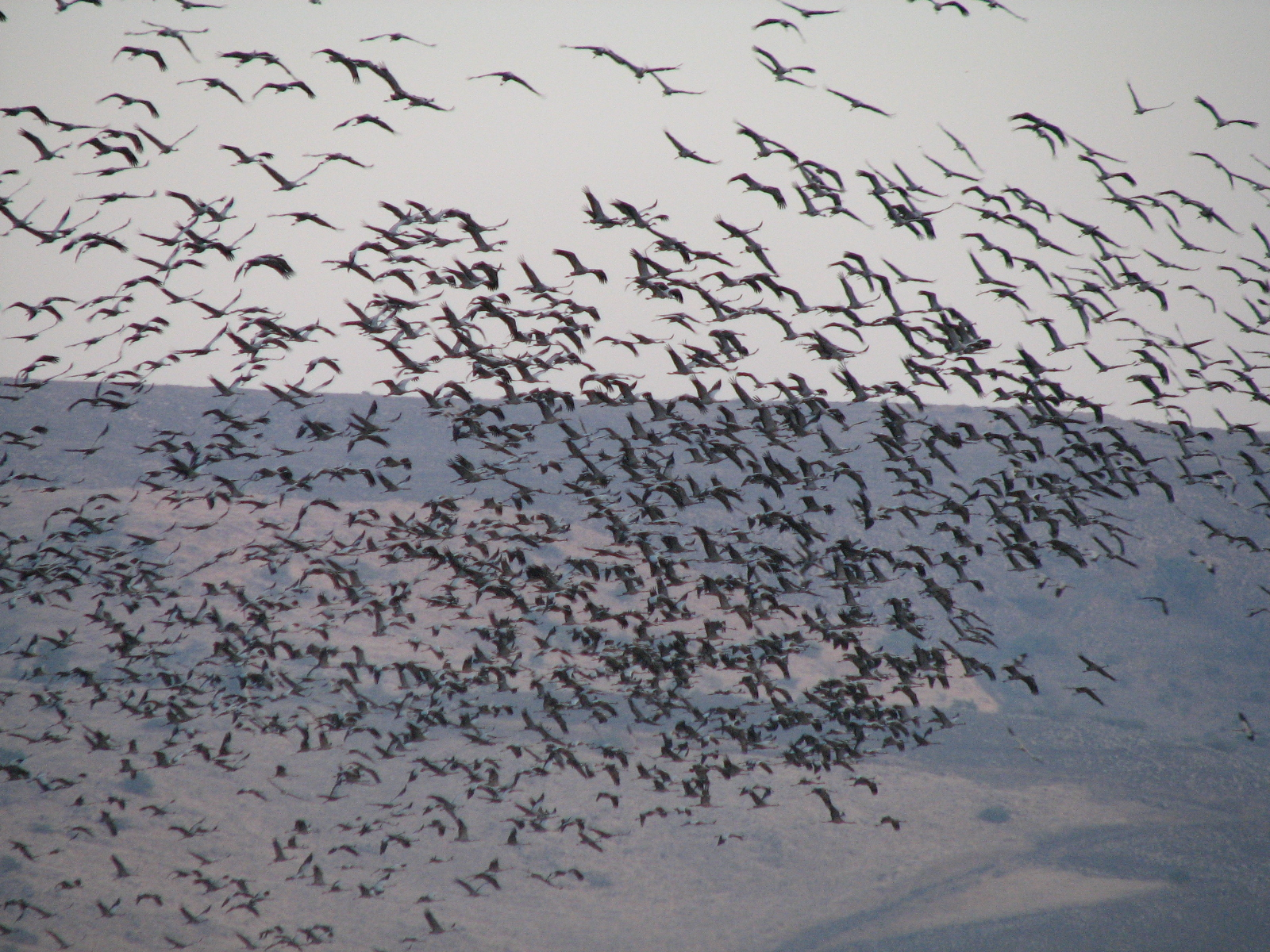
En vuelo en el valle de ha-Hula, Israel
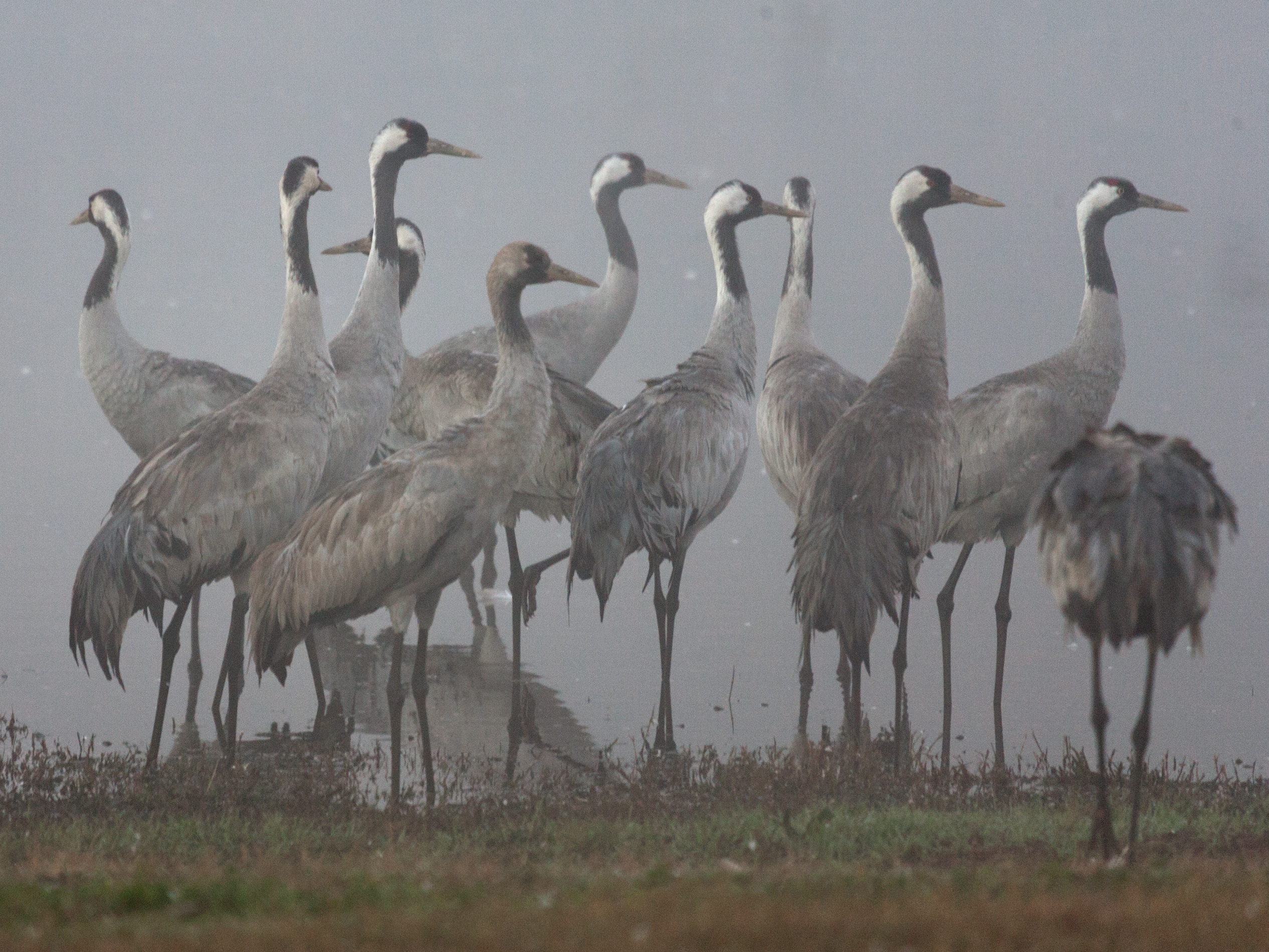
Grullas comunes en el valle Hula, Israel
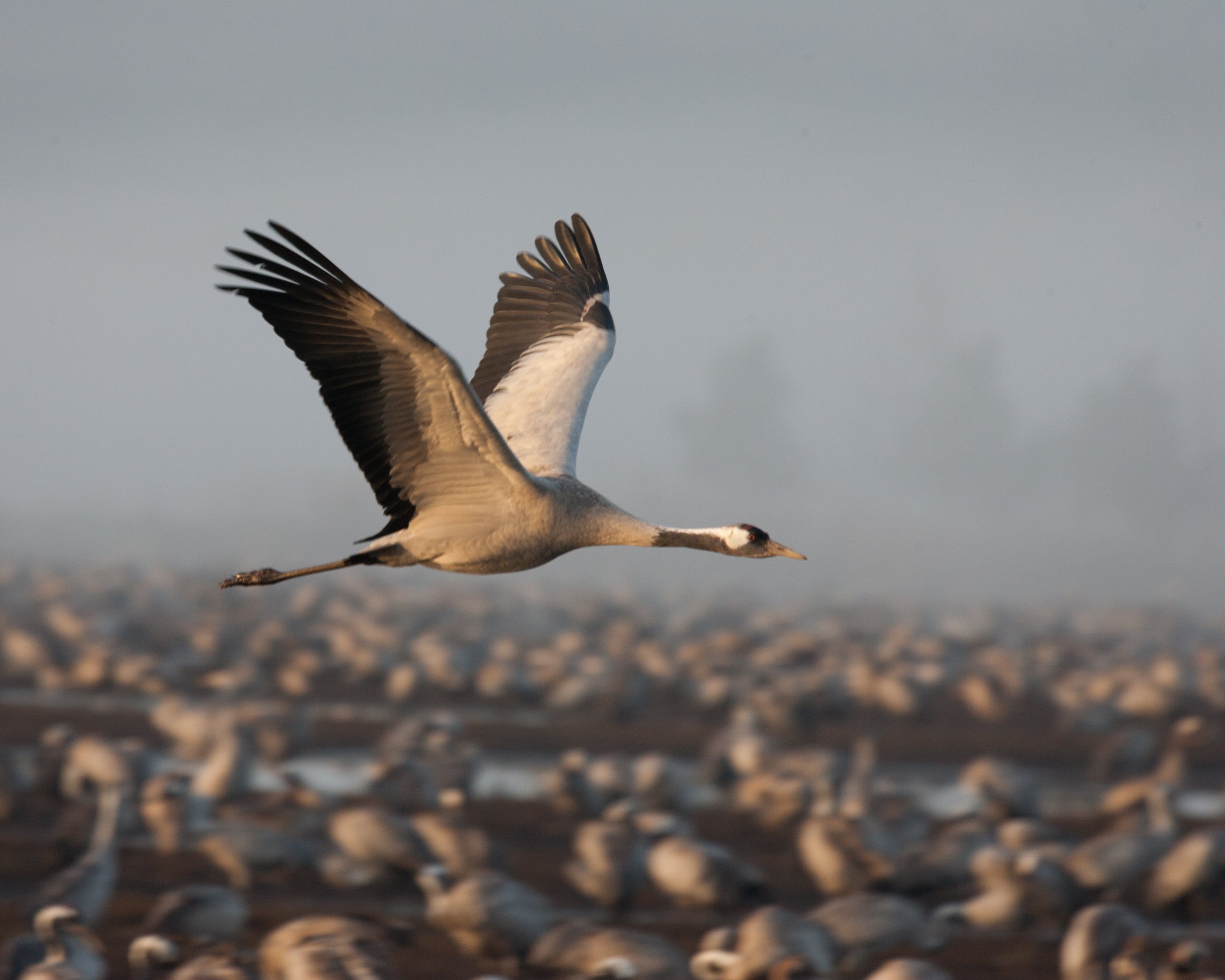
Grulla común en vuelo
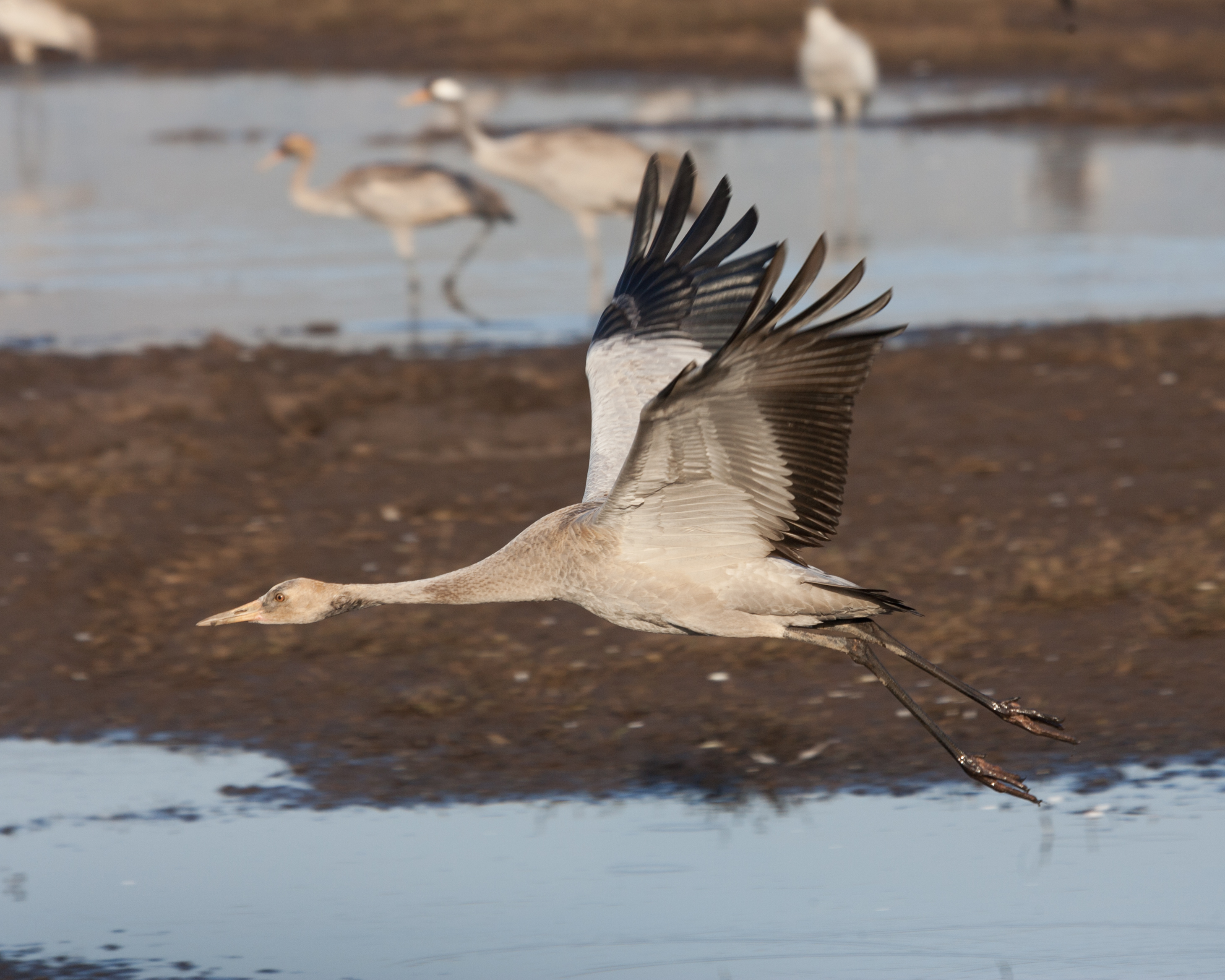
Juvenil en vuelo
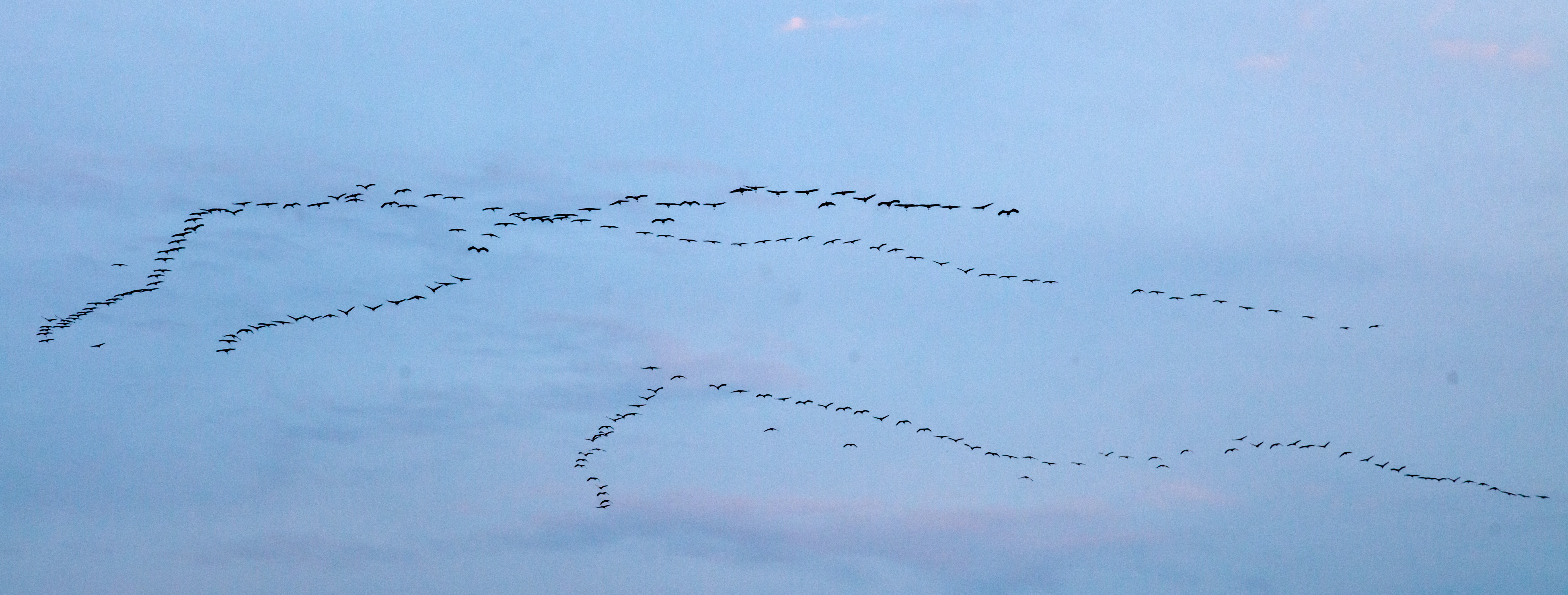
Bando de grullas cerca de Bobrowniki, Polonia
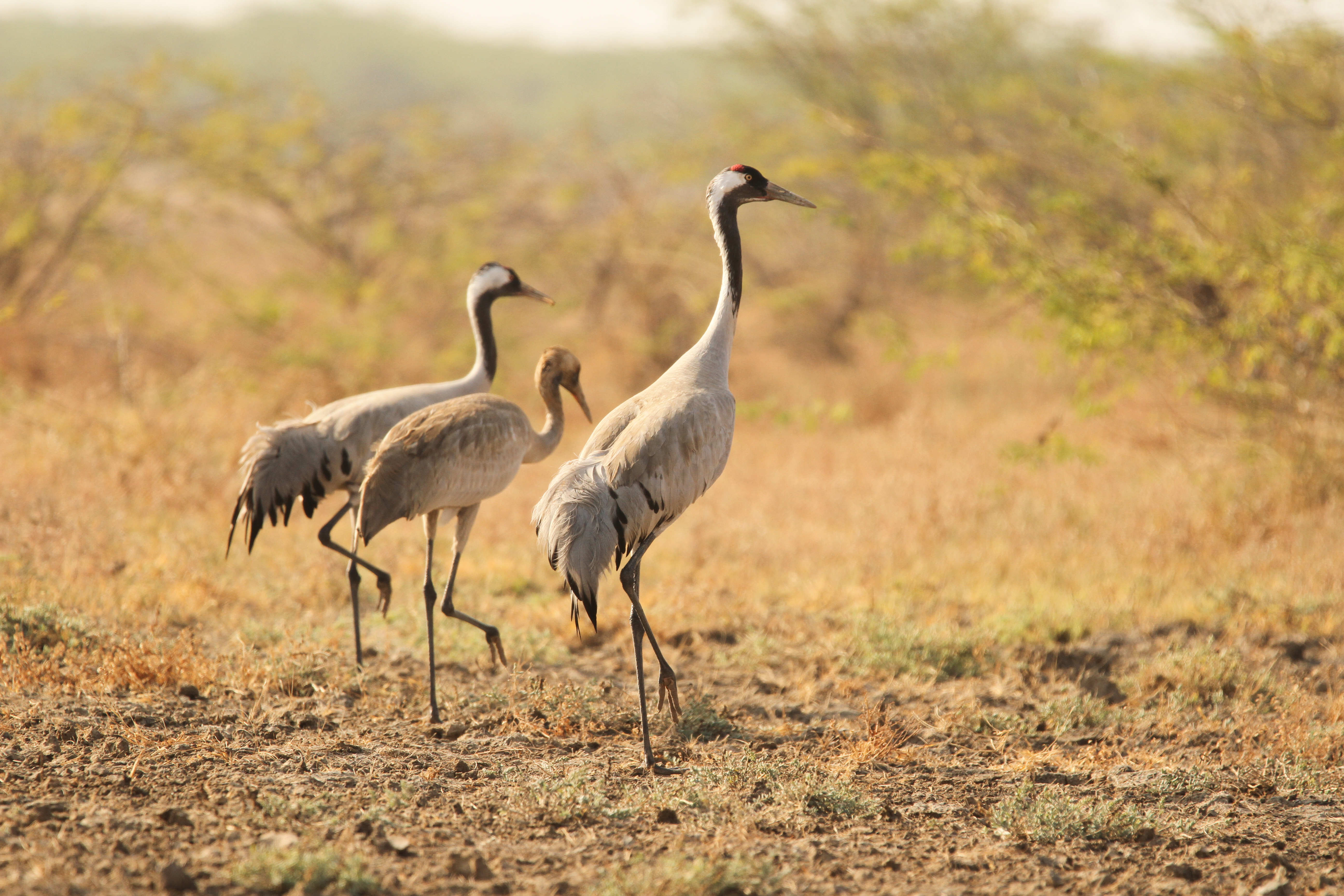
En India